# بنژامین بیوله
بنژامین بیوله (فرانسوی: Benjamin Biolay‎؛ زادهٔ ۲۰ ژانویهٔ ۱۹۷۳) هنرپیشه و خواننده-ترانه‌پرداز اهل فرانسه است.
از فیلم‌ها یا برنامه‌های تلویزیونی که وی در آن نقش داشته‌است می‌توان به مأمور خرید شخصی و فرانسه اشاره کرد.